# Hreljin, Hrvaška
Hreljin je naselje z nekaj več kot 2000 prebivalci na Hrvaškem, ki upravno spada pod mesto Bakar in je največje naselje te občine v Primorsko-goranski županiji.
Hreljin je naselje nad Bakarskim zalivom. Leži na nadmorski višini 296 m ob stari Karolinski cesti Karlovec-Reka, zgrajeni leta 1732. V naselju stojijo baročna župnijska cerkev sv. Jurja in ruševine istoimenskega zgodnje srednjeveškega naselja z utrdbo. Naselje je od leta 1225 pripadalo frankopanom, med leti 1550 do 1671 pa plemiški rodbini Zrinski. Po zlomu zrinsko-frankopanske zarote leta 1661 — Peter IV. Zrinski se je skupaj s svakom Krstom II. Frankopanom zapletel v neuspelo zaroto proti dunajskemu dvoru, oba so nato leta 1671 usmrtili —je Hreljin pripadal ogrski kroni.

## Demografija
| Pregled števila prebivalcev po letih | Pregled števila prebivalcev po letih | Pregled števila prebivalcev po letih | Pregled števila prebivalcev po letih | Pregled števila prebivalcev po letih | Pregled števila prebivalcev po letih | Pregled števila prebivalcev po letih | Pregled števila prebivalcev po letih | Pregled števila prebivalcev po letih | Pregled števila prebivalcev po letih | Pregled števila prebivalcev po letih | Pregled števila prebivalcev po letih | Pregled števila prebivalcev po letih | Pregled števila prebivalcev po letih | Pregled števila prebivalcev po letih |      |      |
| ------------------------------------ | ------------------------------------ | ------------------------------------ | ------------------------------------ | ------------------------------------ | ------------------------------------ | ------------------------------------ | ------------------------------------ | ------------------------------------ | ------------------------------------ | ------------------------------------ | ------------------------------------ | ------------------------------------ | ------------------------------------ | ------------------------------------ | ---- | ---- |
| 1857                                 | 1869                                 | 1880                                 | 1890                                 | 1900                                 | 1910                                 | 1921                                 | 1931                                 | 1948                                 | 1953                                 | 1961                                 | 1971                                 | 1981                                 | 1991                                 | 2001                                 | 2011 | 2021 |
| 2798                                 | 2965                                 | 2798                                 | 2993                                 | 3029                                 | 3008                                 | 2816                                 | 2446                                 | 1933                                 | 1939                                 | 1985                                 | 1988                                 | 1876                                 | 1897                                 | 1982                                 | 2206 | 2139 |